# Rock à la maison des pauvres
Rock à la maison des pauvres est un épisode de la série télévisée d'animation Les Simpson. Il s'agit du vingt-deuxième et dernier épisode de la trente-troisième saison et du 728e de la série.

## Synopsis
Bart fait une présentation gênante de son père à l’église, Marge encourage à Homer de le ramener à la centrale avec lui pour lui montrer qu'il est un bon employé. lorsqu'il rencontre un concierge magique sans nom explique à Bart que le salaire de la classe moyenne d'Homer ne permet plus de subvenir aux besoins de la famille de manière réaliste.

## Réception
Lors de sa première diffusion, l'épisode a attiré 0,93 million de téléspectateurs.